# Dalbergia rubiginosa
Dalbergia rubiginosa är en ärtväxtart som beskrevs av William Roxburgh. Dalbergia rubiginosa ingår i släktet Dalbergia, och familjen ärtväxter. Inga underarter finns listade i Catalogue of Life.